# Freestyle (film)
Freestyle (zapis stylizowany: FREESTYLE) – polski film sensacyjny z 2023 roku w reżyserii Macieja Bochniaka. W głównej roli wystąpił Maciej Musiałowski. Film miał premierę 13 września 2023 roku na platformie Netflix.

## Fabuła
Diego, uliczny raper będący po zakończeniu leczenia odwykowego decyduje się zaprzestać handlu narkotykami i skupić się na swojej karierze muzycznej. Rozpoczyna prace nad wydaniem nowego albumu i zarobieniem na niego w legalny sposób. Jego przyjaciel, Mąka, kradnie jednak mikrofon ze studia nagraniowego, przez co na Diego spada obowiązek uregulowania za niego należności. Z braku pieniędzy zgadza się wykonać zlecenie przewozu narkotyków dla słowackiego gangstera. Podczas realizacji tego zadania pojawiają się jednak nieprzewidziane komplikacje.

## Obsada
- Maciej Musiałowski jako Diego
- Nel Kaczmarek jako Miki
- Michał Sikorski jako Mąka
- Filip Lipiecki jako Baton
- Hanna Nobis jako Kira
- Jakub Nosiadek jako Martin
- Juliusz Chrząstowski jako Król Kiełbasy
- Anna Bielawska jako Jaga
- Dariusz Starczewski jako Ojciec Mąki
- Michał Balicki jako Tapczan
- Oskar Łoś jako Młody Waran[1]

## Produkcja
Zdjęcia do filmu kręcono w Krakowie.

## Nagrody i nominacje
| Nagroda                              | Kategoria                                                | Wynik     |
| ------------------------------------ | -------------------------------------------------------- | --------- |
| Festiwal Polskich Filmów Fabularnych | Złote Lwy – Udział w konkursie głównym (Maciej Bochniak) | nominacja |